# Awraham Tehomi
Awraham Tehomi, właśc. Awraham Zilberg (hebr. ‏אברהם תהומי‎, ur. 23 marca?/5 kwietnia 1903 w Odessie, zm. 1990) – działacz syjonistyczny, aktywista młodzieżowej organizacji syjonistycznej He-Chaluc, dowódca dystryktu jerozolimskiego Hagany (1929–1931), pierwszy dowódca Hagany Bet (1931–1937), zwanej później Irgunem.
Jego postać pojawia się przy sprawie pierwszego zabójstwa politycznego w historii Żydów XX wieku Jacoba de Haana. Jednak jego rola w zamachu nie została wyjaśniona.

## Życiorys

### Młodość
Urodził się 5 kwietnia 1903 roku w rodzinie Ze’ewa Zilberga i Jafy (z domu Fajbiszenko) w Odessie. Tam też ukończył szkołę realną i był członkiem uczniowskiej organizacji syjonistycznej. W 1920 roku został wybrany do komisji tej organizacji, a w 1922 roku wybrano go na przewodniczącego.

### Działalność syjonistyczna
W 1919 roku pod wpływem spotkania z Josefem Trumpeldorem w Sewastopolu wstąpił w szeregi młodzieżowej organizacji syjonistycznej He-Chaluc. W 1921 roku ukończył oferowany przez organizację kurs przysposobienia rolniczego w grupie Ha-Ganan na polach irygacyjnych wokół Odessy. Z czasem został wybrany do rady regionalnej He-Chalucu.
W okresie wojny domowej w Rosji był członkiem żydowskiej, uczniowskiej organizacji samoobrony, która chroniła miasta przed atakami wojsk białych Rosjan. Z powodu tej działalności został zatrzymany i wtrącony do więzienia. Został z niego wypuszczony, kiedy Armia Czerwona ostatecznie zajęła Odessę (luty 1920 roku). Wówczas zlecono mu koordynowanie przerzutu pionierów He-Chalucu z obszaru Ukrainy do Rumunii i Polski. Po wykryciu procederu przez władzę rozpoczęto aresztowania kierownictwa He-Chalucu i Tehomi musiał uciekać. Wiosną 1922 roku wraz z bratem udało mu się dotrzeć do Polski, a po sześciu miesiącach wyjechał do Rumunii, gdzie został wybrany do centrali He-Chalucu w Rumunii.
W 1923 roku przybył do Palestyny. Tam podjął pracę w grupie Ha-Galil, która zajmowała się budową dróg. Pierwszą pracą była budowa drogi w Bejt ha-Kerem w Jerozolimie, w której też zamieszkał. W 1924 roku przystąpił do organizacji sportowej Makabi i znalazł się w komitetach organizacyjnych dwóch pierwszych Olimpiad Machabejskich. Od momentu zamieszkania w Jerozolimie był także członkiem Hagany. Pełnił w niej rolę instruktora, a od 1925 roku był dowódcą kompanii. Następnie w latach 1929–1931 pełnił funkcję dowódcy Hagany w dystrykcie jerozolimskim.

### Działalność w podziemiu
Po tym, jak ludność arabska przeprowadziła pogromy Żydów w Palestynie w 1929 roku wraz z częścią dowódców Hagany domagał się bardziej zdecydowanej odpowiedzi na akty arabskiej przemocy i sprzeciwił się polityce hawlagi. Żądania te nie zostały spełnione i w 1931 roku wraz z mającymi podobne poglądy członkami Hagany wystąpił z organizacji i przystąpił do Hagany Bet (Hagana Le’umit). Jednocześnie został jej pierwszym dowódcą. Zaangażowany był w szkolenia i zakup broni z Finlandii, a także z Polski.
W grudniu 1936 roku podpisał porozumienie z Ze’ewem Żabotyńskim zgodnie, z którym dowództwo podziemnej organizacji miało być wyłaniane przez przewodniczącego Nowej Organizacji Syjonistycznej. Co więcej, dokument stanowił, że bojownicy Tehomiego nie będą działali przeciwko interesom rewizjonistów na arenie międzynarodowej. Tehomi miał jednak zastrzeżenia do umowy i chciał, aby Żabotyński zgodził się na połączenie Hagany Bet z Haganą. Przywódca rewizjonistów nie chciał się na to zgodzić, gdyż, jak uważał, wówczas w Palestynie nie byłoby niezależnej organizacji, która sprzeciwiłaby się podziałowi mandatu między Żydów i Arabów. Wobec tego w kwietniu 1937 roku Tehomi powrócił z grupą dowódców do Hagany.
W maju 1937 roku został wybrany do centrali Hagany oraz jej dowództwa, powierzono mu także kwestie związane ze szkoleniem. W 1939 roku opuścił szeregi Hagany i zaangażował się w pomoc przy Aliji Bet, m.in. przy aliji członków Makabi Warszawa.
Po wybuchu wojny pomagał w organizowaniu struktur zwalczających niemieckich szpiegów w Palestynie. Pomógł w utworzeniu grupy dywersyjnej arabskojęzycznych Żydów pod dowództwem Maurice’a Fischera, których w tajemnicy przed Brytyjczykami wywieziono do Bejrutu. Kiedy dowiedzieli się o tym Brytyjczycy, to wydali Tehomiemu zakaz przebywania w Bejrucie, a po powrocie do Palestyny został umieszczony w areszcie domowym.

### Działalność po II wojnie światowej
Po wojnie wyjechał do Stanów Zjednoczonych, gdzie pomagał Hillelowi Kookowi. Mieszkał również w Hongkongu .
Zmarł w 1990 roku.

## Zabójstwo Jacoba de Haana
30 czerwca 1924 roku w Jerozolimie został zabity Jacob de Haan, holenderski Żyd, poeta i dziennikarz. Początkowo był zagorzałym syjonistą. Jednak z czasem związał się ze środowiskiem ortodoksyjnym i stał się jego rzecznikiem w sprawie unieważnienia Deklaracji Balfoura i działalności antysyjonistycznej  . Wsparcie, jakie de Haan udzielał środowiskom ortodoksyjnym poprzez mediacje z Brytyjczykami i Arabami, było negatywnie postrzegane przez przywódców ruchu syjonistycznego. Przez długi czas środowiska syjonistyczne zaprzeczały swojemu udziałowi w zaplanowaniu i przeprowadzeniu zamachu, oskarżając o to Arabów .
W 1983 roku Tehomi ujawnił materiały, z których miało wynikać, że w sprawę zabójstwa był zamieszany także Jicchak Ben Cwi, późniejszy prezydent Izraela, a także Dawid Ben Gurion . W udzielonym w 1985 roku wywiadzie telewizyjnym Tehomi miał się przyznać do tego, iż brał udział w zabójstwie . Sprawa pierwszego zabójstwa politycznego w żydowskiej historii w XX wieku nie została rozwiązana, nie wiadomo także, kto wydał rozkaz zabójstwa de Haana. Podawane wersje wydarzeń są sprzeczne, a sam Tehomi nie określił swojej roli w zabójstwie .